# Sycamore Shoals
Sycamore Shoals eller mere korrekt Sycamore Shoals of the Watauga River er nogle strømfald på Watauga River i den nuværende by Elizabethton i Carter County i Tennessee, USA. Arkæologiske udgravninger i området har vist, at oprindelige amerikanere har boet nær strømfaldene siden forhistorisk tid. Stedet blev et samlingspunkt for cherokeserne, især den del af stammen, der kaldtes overhill-cherokees. Da europæerne kom til området, viste det sig, at Sycamore Shoals skulle blive et strategisk vigtigt sted under både den amerikanske uafhængighedskrig og under kampe mod indianere. I dag er området beskyttet som et National Historic Landmark og ligger inden for rammerne af Sycamore Shoals State Historic Park.
Den opdagelsesrejsende James Robertson, som senere grundlagde Nashville, opdagede de frugtbare sletter omkring Sycamore Shoals i 1770 og førte en gruppe nybyggere til området kort efter. I 1772 etablerede disse kolonister en form for lokalregering, Watauga Association, en af de første regeringer vest for Appalacherne baseret på en nedskrevet forfatning.
I 1775 forhandlede englænderen Richard Henderson med hjælp fra den opdagelsesrejsende Daniel Boone en traktat (The Sycamore Shoals Treaty) med cherokeserne. Ifølge denne traktat købte Hendersons firma, The Transyvania Land Company, et område, der omfattede en stor del af de nuværende stater Tennessee og Kentucky af stammen. Året efter angreb chickamaugaerne, en gren af cherokeestammen, bebyggelserne langs Watauga River. Angebet blev afvist, men har siden givet anledning til mange legender omkring nogle af de, der deltog, blandt andre John Sevier, senere guvernør over Tennessee, og Nancy Ward, en af cheroksernes "krigerkvinder". Også under uafhængighedskrigen kom området i fokus som samlingssted for nogle af de såkaldte "Overmountain Men", som var undervejs for at slås med "loyalisterne" i Slaget ved Kings Mountain.

## Geografisk placering
Sycamore Shoals ligger ca. 37 km oppe ad strømmen i forhold til Watauga Rivers udmunding i Holston River. Holston River er en biflod til Tennessee River. Strømfaldene ligger ca. 5 km nede ad strømmen fra Doe Rivers udmunding i Watauga River. Området administreres af Tennessees Miljøministerium, men ligger inden for bygrænsen af Elizabethton.

## Historie

### Forhistorie og tidlig historie
Udgravninger på sletterne omkring Sycamore Shoals har fundet beviser for en betydelig beboelse, der daterer sig tilbage til Woodlandperioden (ca. 1000 f.Kr. til 1000). Beboelserne fortsatte, men var mere sporadiske gennem Mississippiperioden (900 – 1600). I 1567 kom et del af Juan Pardos ekspedition gennem Nolichuckydalen syd for området, hvor de angreb den befæstede landsby, Chisca, som formodentlig lå mellem nutidens byer Jonesborough og Erwin.. Ved udgangen af det 17. århundrede var de fleste af Mississippiperiodens beboere forsvundet og erstattet af cherokeserne, som brugte Sycamore Shoals som samlingssted og jagtlejr.
I 1760'erne var der flere europæiske jægere, som besøgte området i flere måneder ad gangen (såkaldte "longhunters"), og nogle af disse etablerede handelsstationer i Watauga floddalen. I 1769 byggede William Bean, der er kendt som den første permanente nybygger i Tennessee, en hytte ca. 25 km nede ad Watauga River fra Sycamore Shoals. Kort efter slog en anden nybygger, John Honeycut, sig ned ved floden, ca. 30 km oppe af floden fra strømfaldene ved udmundingen af Roan Creek. Dette sted eksisterer ikke mere, da det er oversvømmet af den opdæmmede Watauga Lake. De første jægere, der kom til området, kaldte dette Wataugas "Gamle Marker" fordi, der var meget få træer, meget græs og mange "rør" af en underart af bambus, Arundinaria, som man så på marker, der engang havde været dyrkede, men nu havde været forladt i mange år.

### Bosættelse
I foråret 1770 kom James Robertson til området. Han havde muligvis forladt sin hjemstat, North Carolina på grund af det oprør, der på det tidspunkt fandt sted i North og South Carolina (War of the Regulation) mellem 1765 og 1771. Robertson mødte John Honeycutt som viste ham vej til "De gamle Marker". Robertson kaldte senere området for "a promised land", fordi frugtbare marker allerede var ryddet for den tætte skov, som ellers var karakteristisk for dette område af Tennessee. Robertson byggede sig en hytte og tilplantede nogle marker nær det sted hvor Watauga River og Doe River flyder sammen (i det nuværende Elizabethton). Derefter returnerede han til North Carolina for at fortælle om sine opdagelser. Da han vendte tilbage til Sycamore Shoals, var han ledsaget af 16 familier, og efterhånden kom der flere til det, der nu var kendt som Wataugabebebyggelsen. 
Nybyggerne mente selv, at de havde slået sig ned på et område, der tilhørte Den Britiske Krone, da Watauga River efter deres mening hørte til det område, som briterne og cherokeserne havde indgået en aftale om 1770 ved The Treaty of Lochaber. En opmåling i 1771 udført af John Donelson, viste imidlertid, at såvel nybyggerne i Wataugabebyggelsen samt andre nybyggere i Nolichuckyfloddalen boede på et område, som tilhørte cherokeserne. Den øverste britiske ansvarlige for "indian affairs", John Stuart, beordrede derfor nybyggerne til at forlade området og vende tilbage til britisk territorium.

### Watauga Association
I 1772 sendte nybyggerne, der stadig håbede at kunne blive boende, en delegation bestående af James Robertson og William Bean til Chota, overhill-cherokesernes daværende "hovedstad", for at forhandle om nybyggernes forbliven i området. Det lykkedes for de to forhandlere at opnå et 10-årigt lejemål af området i Wataugadalen. Imidlertid lå området uden for såvel Virginias som North Carolinas kontrol og lovgivning. Det betød, at nybyggerne ikke havde nogen formel myndighed til at håndtere eventuelle forbrydere og de havde heller ikke nogen "regeringsfunktioner"; fx havde de ikke myndighed til at registrere krav om fast ejendom eller til at afgøre stridigheder om samme. For at løse dette problem, udarbejdede man i 1772 et dokument "The Articles of the Watauga Assoiation", en af de første, hvis ikke den første, nedskrevne forfatning vest for Appalacherne. Watauga Association bestod af et råd (og en domstol) på fem medlemmer, som holdt deres møder i et domhus ved Sycamore Shoals. Denne gruppe betragtes ofte som grundlaget for det senere styre i Tennessee. Da State of Franklin forsøgte at "løsrive" sig fra North Carolina i 1784, kom mange af Wataunganybyggerne til at spille væsentlige roller i denne stat og senere i ledelsen af Southwest Territory og endnu senere ledelsen af staten Tennessee, da denne blev oprettet i 1796. Selv om senere forfattere, fx præsident Theodor Roosevelt, romantiserede nybyggerne som forløbere for uafhængighedskrigen, er moderne forskere ikke enige. The Wataua Association forsøgte ikke at løsrive sig fra britisk styre, men ville egentlig helst tilsluttes Kolonien Virginia.

### Sycamore Shoals traktaten
I 1774 led shawneerne i Kentucky et stort nederlag i det, der blev kaldt Lord Dunmore's Krig. Det fik jordspekulanter specielt i North Carolina til at tro, at nu ville Kentucky og Tennessee snart være helt under britisk kontrol. En af disse jordspekulanter, juristen Richard Henderson, var gode venner med opdagelsesrejsende og pelsjæger, Daniel Boone. Denne fortalte ham, at cherokeserne var interesserede i at sælge en stor del af deres område vest for Appalacherne. Det fik Henderson til at stifte firmaet The Transylvania Land Company (eller bare Transylvania Company), og indlede forhandlinger med cherokesiske ledere. Mellem den 14. og den 17. marts 1775 mødtes Henderson, Boone og nogle af Hendersons samarbejdspartnere ved Sycamore Shoals med nogle af stammens ledere. Blandt disse var Attacullaculla, som på det tidspunkt var stammens overhøvding, krigshøvdingen Oconostota, Wilanawaw, Doublehead og Attacullacullas søn, Dragging Canoe. Det lykkedes for Henderson at forhandle en aftale igennem, på trods af Dragging Canoes forsøg på at påvirke sine medhøvdinge i den modsatte retning. Fiaskoen med at overbevise de øvrige forhandlere om, at de ikke skulle sælge, fik Dragging Canoe og andre unge høvdinge til at forlade mødet, idet Dragging Canoe sagde til Henderson: "You have bought a fair land but you will find its settlement dark and bloody", at han ville gøre landet "mørkt og blodigt", hvis nogen nybyggere prøvede at slå sig ned i området. Resten af forhandlingerne gik forholdsvist glat og den 17. marts 1775 blev traktaten underskrevet. Det nybyggere, som havde slået sig ned i Watauga- og Nolichuckeyfloddalene fik ved samme lejlighed forhandlet en aftale om overtagelse af den jord, de boede på.
Traktaten, der også kendes som The Transylvania Land Purchase efter Hendersons firma, hvis investorer finansierede købet, bestod i princippet af to dele. Den første handlede om Transylvania Companys køb af landområder i det sydvestlige Virginia (herunder det dele af nuværende West Virginia) og det nordøstlige Tennessee. Denne del af aftalen kaldtes Path Grand Deed. Den anden del af aftalen bekræftede selskabets køb af et 81.000 km2 stort landområde mellem Kentucky River og Cumberland River, svarende til store dele at nutidens stater Kentucky og Tennessee. Denne del af aftalen kaldtes Great Grant. Transylvania Company betalte købet med handelsvarer (ikke mindst våben og ammunition) til en værdi af 20.000 pund.
Efter at aftalen var indgået, fortsatte Daniel Boone sin opdagelsesfærd, da han ville finde en vej, der kunne forbinde det nye område med de nybyggere, der allerede havde slået sig med ved Holston River. Dette blev til The Wilderness Road. Kort efter at traktaten var indgået, trak fredshøvdingen Attacullacula sig tilbage fra posten som stammens overhøvding, og i stedet valgte man krigshøvdingen Oconostota. Dragging Canoe holdt sit løfte om at "gøre jorden blodig", og traktaten skulle blive startskuddet til 18 års kampe mellem dele af cherokeestammen og de amerikanske kolonister – de såkaldte Chickamaugakrige. 

### Fort Watauga
De to køb, henholdsvis Transylvanias køb og nybyggerne i de to floddales køb af deres lokalområder var dobbelt ulovlige. Dels havde høvdingene efter stammelovene ikke ret til at sælge stammeland, og dels var det en overtrædelse af en britisk kongelig proklamation fra 1763, der forbød private at købe land af indianerne. De styrende forsamlinger i såvel Virginia som North Carolina afviste da også købenes lovlighed. Da uafhængighedskrigen brød ud få måneder efter underskriften af traktaten, valgte nybyggerne at slutte sig til oprørerne, mens cherokeserne valgte at støtte briterne, da de håbede, at disse ville være mere tilbøjelige til at lade dem beholde deres jord. Nybyggerne i Wataugaområdet og Nolichucky-floddalen organiserede sig som Washington District og etablerede en såkaldt Sikkerhedskomite (Committee of Safety), som var en slags parlament, der skulle styre området. Sikkerhedskomiteen startede med at anskaffe våben og ammunition, og de planlagde og styrede bygningen af forter, fx Fort Caswell, der senere skulle få navnet Fort Watauga. Dette fort lå ved Sycamore Shoals.
I 1776 angreb cherokeserne bosættelserne ved floderne Nolichucky, Holston, og Watauga. Nybyggerne blev fordrevet fra Nolichucky og Carter's Valley nær Clinch River, men det lykkedes for nybyggerne i Holston dalen at forpurre Dragging Canoes planer i Slaget ved Island Flats, nær det nuværende Kingsport den 20. juli 1776. Næste dag nåede en cherokeserstyrke under ledelse af høvdingen Abraham (eller Abram, kilderne anvender begge navne) af Chilhowee frem til Fort Watauga. Desværre for Abraham var nybyggerne, der blev anført af John Carter, James Robertson og John Sevier særdeles velforberedte, da en af cherokesernes krigerkvinder, Nancy Ward, havde advaret dem om det forestående angreb. Abraham besluttede i stedet at belejre fortet. Under belejringen fangede indianerne en ung mand, som blev bundet til en pæl og brændt levende. Også William Beans hustru, Lydia Russell Bean, blev fanget og dømt til at lide samme skæbne. Igen intervenerede Nancy Ward, da hun som ghigau ("Beloved woman"/"Krigerkvinde") havde ret til at beslutte, hvad der skulle ske med krigsfanger. Lydia Bean slap for bålet, og boede i en længere periode hos Nancy Ward, som hun blandt andet lærte at væve.
Efter to uger ophørte belejringen, da cherokeserne trak sig tilbage. Et par uger senere ankom forstærkning under kommando af William Christian til fortet, og et år senere blev stammen tvunget til at underskrive Long Island traktaten, hvor de afgav landet ved Sycamore Shoals til USA. Dette fik dog ikke Dragging Canoe og chickamaugaerne til at stoppe deres angreb, da de ikke følte sig forpligtet af nogen traktat, der afgav land til de hvide. Først i 1794 sluttede chicamaugakrigene.

### Overmoutain men
I 1776 sendte Washington District en forespørgsel til North Carolinas lovgivende forsamling, og bad om at blive optaget i staten. I november blev forespørgslen accepteret, og området blev en del af staten North Carolina under betegnelsen Washington County. Countyets milits udgjorde sammen med militser fra Holston bebyggelsen og fra det sydvestlige Virginia en grænsemilits, der gik under navnet "The Overmountain Men" fordi de kom fra den vestlige side af Appalacherne. Denne milits deltog i flere kampe under Uafhængighedskrigen, blandt andet i Belejringen af Charleston i South Carolina i 1779 samt Slaget ved Musgrove Hill i slutningen af 1780. Historikeren Samuel Cole Williams hævder at deltagelsen af militsen fra Washington County i belejringen af Charleston, betød, at de var Tennessees første "frivillige". Tennessess kælenavn er "Volunteer State", fordi staten netop har sendt frivillige til mange slag, ikke mindst Krigen i 1812, hvor mange indbyggere fra Tennessee meldte sig frivilligt til Andrew Jacksons styrke. I slutningen af 1780 førte Major Patrick Ferguson en hær af loyalister ind i Appalacherne for at dække over General og øverstkommanderende over de britiske tropper, Lord Cornwallis' invasion af North Carolina. Ferguson sendte en besked til grænsemilitserne i det sydvestlige Virginia og det nordøstlige Tennessee, om at de skulle nedlægge deres våben. I modsat fald ville de blive tilintetgjort.
Militsssoldaterne var imidlertid ikke til sinds at overgive sig. Den 25. september 1780 samledes en styrke ved Fort Watauga. Styrken bestod af 400 militssoldater fra Virginia under ledelse af William Campbell, 240 fra Sullivan County under ledelse af Isaac Shelby og 240 fra Washington County under ledelse af John Sevier. De blev forsynet med proviant og krudt af de lokale beboere, og derefter marcherede hele styrken over Appalacherne. Undervejs sluttede de sig sammen med flere militsstyrker fra både North og South Carolina, og den 7. oktober nedkæmpede de Fergusons hær af loyalister i Slaget ved Kings Mountain. Militsen havde 100 døde og sårede under slaget, mens loyaliststyrken havde 157 dræbte, blandt andre Major Ferguson selv, og 163 sårede. Slagets udfald fik den øverstbefalende over de britiske styrker, Lord Cornwallis, til midlertidigt at opgive sine planer om at invadere North Carolina.

## Sycamore Shoals State Historic Park
I løbet af det 20. århundrede fik flere og flere grupper øjene op for den betydning, som Sycamore Shoals havde haft for historien om Tennessee og grænseområderne vest for Appalacherne. I 1909 rejste Daughters of the American Revolution en obelisk i Elizabethton nær udmundingen af Gap Creek i Watauga River, hvor historikeren J. G. M. Ramsey i 1853 havde beskrevet i bogen The Annals of Tennessee to the End of the Eighteenth Century, at det oprindelige Fort Watauga havde stået. Obelisken var bygget af lokale sten, indsamlet fra Watagua River.
I 1960 blev Sycamore Shoals udnævnt til National Historic Landmark og optaget i National Register of Historic Places i løbet af 70'erne. I forbindelse med USA's 200-års jubilæum besluttede staten Tennessee at genopbygge (en kopi af) Fort Watauga. Staten købte Sycamore Shoals samt en lille ø midt i strømfaldene og et ubebygget område på sydsiden af Watauga River. Her skulle kopien af fortet opføres, og der skulle anlægges en statspark, som kunne fortælle om det, såvel som om Sycamore Shoals' øvrige historie. I 1975 åbnede Sycamore Shoals State Historic Park. I 1980 bevilgede USA's regering penge til etableringen af Overmountain Victory National Historic Trail, som forbinder Sycamore Shoals med Kings Mountain National Military Park. 
I dag rummer parken en kopi af Fort Watauga (det oprindelige fort lå noget længere nede ad floden), et lille museum og en række udendørs picnic faciliteter. En spadseresti går langs floden ned til selve strømfaldene og undervejs fortæller skilte om de historiske begivenheder, der fandt sted.